# Joel Thorne
Joel Thorne (ur. 16 października 1914 w Nowym Jorku, zm. 17 października 1955 w North Hollywood) – amerykański kierowca wyścigowy, inżynier, kaskader, playboy.

## Życiorys
Był dziedzicem firm Chase Manhattan Bank i Pullman Railroad. W 1934 roku był mechanikiem Lou Moore'a w Indianapolis 500. Po raz pierwszy próbę startu podjął w 1936 roku, samochodem Shaw-Offenhauser, ale nie zakwalifikował się, podobnie jak rok później. W 1937 roku ścigał się ponadto Alfą Romeo B w Vanderbilt Cup. Pierwszą udaną próbę zakwalifikowania się do Indianapolis 500 podjął w 1938 roku – ukończył wówczas zawody na dziewiątym miejscu. W 1939 roku był siódmy, zaś w 1940 roku zajął piątą pozycję. W roku 1941 był zaangażowany w kolizję z Louisem Tomeiem i Emilem Andresem i nie ukończył wyścigu.
Był założycielem Thorne Engineering z siedzibą w Burbank, która budowała samochody na Indianapolis 500. W firmie tej pracował m.in. Frank Kurtis. W 1938 roku Kurtis zbudował futurystyczny trzykołowy samochód z jednym kołem z przodu, którego Thorne chętnie używał w Los Angeles. W tym samym roku Thorne Engineering zbudowało pojazd o nazwie Thorne Racer, przeznaczony do bicia rekordów prędkości. W 1948 roku pojazd został zakupiony przez Lou Fageola, przerobiony i przemianowany na Fageol Supersonic.
W 1946 roku Thorne planował start w Indianapolis 500 samochodem Thorne-Sparks, jednak nie doszło do tego wskutek wypadku motocyklowego miesiąc przed wyścigiem. Samochód przejął Rudolf Caracciola. Kierowca ten pierwotnie planował wystartować Mercedesem W165, ale pojazd ten nie przeszedł przez szwajcarską kontrolę celną. Caracciola podczas biegu próbnego prawdopodobnie został uderzony w twarz przez ptaka lub kamień, przez co rozbił się i został wyrzucony z samochodu. Wskutek tego wypadku kierowca doznał silnego wstrząsu mózgu i złamania czaszki. Caracciolę zastąpił George Robson, który następnie zwyciężył w wyścigu. Thorne natomiast zakończył karierę wyścigową w 1951 roku.
W 1949 roku zadebiutował w wyścigach hydroplanów Unlimited. Wówczas to wystartował ASTRAEA II w zawodach President’s Cup w zastępstwie Eda Staira, który został zawieszony za wykroczenie drogowe. Thorne ukończył zawody na szóstym miejscu. W latach 50. Thorne planował wystawić własny zespół w wyścigach hydroplanów, i w tym celu zamówił w Ventnor Boat Works kadłub o nazwie SCAT. Jednak plany Amerykanina nigdy nie zostały zrealizowane.
Thorne pracował również jako pilot-kaskader dla Paramount Pictures. Zginął w 1955 roku, kiedy to podczas startu samolotem w Burbank rozbił się o budynek mieszkalny. Wskutek tego zdarzenia zmarły cztery osoby, w tym noworodek.

## Wyniki
| Legenda oznaczeń w tabelach wyników Wyświetl szablon na nowej stronie | Legenda oznaczeń w tabelach wyników Wyświetl szablon na nowej stronie                                                                     |
| Oznaczenie                                                            | Wyjaśnienie |
| --------------------------------------------------------------------- | --- |
| Złoty                                                                 | Zwycięzca lub mistrzostwo |
| Srebrny                                                               | 2. miejsce lub wicemistrzostwo |
| Brązowy                                                               | 3. miejsce lub II wicemistrzostwo |
| Zielony                                                               | Ukończył, punktował (w klasyfikacji generalnej, gdy zdobył co najmniej jeden punkt na przestrzeni sezonu, poza trzema powyższymi opcjami) |
| Niebieski                                                             | Ukończył, nie punktował (w klasyfikacji generalnej, gdy nie zdobył co najmniej jednego punktu na przestrzeni sezonu)                      |
| Czerwony                                                              | Nie zakwalifikował się (NZ) |
| Czerwony                                                              | Nie prekwalifikował się (NPK) |
| Różowy                                                                | Nie ukończył (NU) |
| Różowy                                                                | Niesklasyfikowany (NS) (w klasyfikacji generalnej, gdy nie został sklasyfikowany w żadnym wyścigu sezonu)                                 |
| Czarny                                                                | Zdyskwalifikowany (DK) |
| Czarny                                                                | Wykluczony (WYK/EX) |
| Biały                                                                 | Nie wystartował (NW) |
| Biały                                                                 | Kontuzjowany (K/INJ) |
| Biały                                                                 | Wyścig odwołany (OD/C) |
| Bez koloru                                                            | Został wycofany (WYC/WD) |
| Bez koloru                                                            | Nie przybył (NP/DNA) |
| Bez koloru                                                            | Nie brał udziału w treningach (NT/DNP) |
| Bez koloru                                                            | Nie został zgłoszony (–) |
| Pogrubienie                                                           | Start z pole position |
| Kursywa                                                               | Najszybsze okrążenie wyścigu |
| †                                                                     | Nie ukończył, ale jego rezultat został zaliczony ze względu na przejechanie więcej niż 90% dystansu wyścigu.                              |
| *                                                                     | Sezon w trakcie |
| 1/2/3                                                                 | Punktowana pozycja w sprincie kwalifikacyjnym                                                                                             |
| Lista systemów punktacji Formuły 1                                    | |

### Indianapolis 500
| Rok  | Nadwozie     | Silnik      | Start | Wynik | Okr. | Uwagi   |
| ---- | ------------ | ----------- | ----- | ----- | ---- | ------- |
| 1936 | Shaw         | Offenhauser | NZ    |       |      |         |
| 1937 | Shaw         | Offenhauser | NZ    |       |      |         |
| 1938 | Shaw         | Offenhauser | 13    | 9     | 185  |         |
| 1939 | Adams        | Sparks      | 20    | 7     | 200  |         |
| 1940 | Adams        | Sparks      | 10    | 5     | 197  |         |
| 1941 | Adams        | Sparks      | 23    | 31    | 5    | kolizja |
| 1950 | Kurtis Kraft | Sparks      | NZ    |       |      |         |

### Formuła 1
W latach 1950–1960 wyścig Indianapolis 500 był eliminacją Mistrzostw Świata Formuły 1.
| Rok  | Zespół             | Samochód     | Silnik    | Wyniki w poszczególnych eliminacjach | Wyniki w poszczególnych eliminacjach | Wyniki w poszczególnych eliminacjach | Wyniki w poszczególnych eliminacjach | Wyniki w poszczególnych eliminacjach | Wyniki w poszczególnych eliminacjach | Wyniki w poszczególnych eliminacjach | Pkt. | Msc. |
| ---- | ------------------ | ------------ | --------- | ------------------------------------ | ------------------------------------ | ------------------------------------ | ------------------------------------ | ------------------------------------ | ------------------------------------ | ------------------------------------ | ---- | ---- |
| 1950 |                    |              |           | Wielka Brytania                      | Monako                               | Stany Zjednoczone                    | Szwajcaria                           | Belgia                               | Francja                              | Włochy                               | 0    | NS   |
| 1950 | Thorne Engineering | Kurtis Kraft | Sparks R6 | -                                    | -                                    | NZ                                   | -                                    | -                                    | -                                    | -                                    | 0    | NS   |